# Índice de Confiança na Justiça
O Índice de Confiança na Justica (ICJ) é uma pesquisa realizada pelo Centro de Pesquisa Jurídica Aplicada da DIREITO GV que tem como objetivo acompanhar o sentimento da população brasileira sobre o Judiciário. O ICJBrasil é coordenado pela professora Luciana Gross Cunha e publicado trimestralmente desde o segundo trimestre de 2009.

## Metodologia
O ICJBrasil é composto por dois subíndices, um subíndice de percepção, pelo qual é medida a opinião da população sobre o funcionamento do Judiciário enquanto prestador de serviço público e um subíndice de comportamento, por meio do qual identifica-se a atitude da população com relação à procura pelo Judiciário para solucionar determinados serviços. Possui uma amostra de 1550 entrevistados, distribuídos em oito estados do país: Minas Gerais, Pernambuco, Rio Grande do Sul, Bahia, Rio de Janeiro, São Paulo e Distrito Federal, que juntos representam aproximadamente 60% da população brasileira, segundo dados do Censo de 2000 do IBGE.